# Tidia
Tidia est le troisième album de la série de bande dessinée Pixie, sorti en 2006.

## Synopsis
Embarqués dans de nouveaux mondes parallèles, Pixie et ses compagnons de fortune n’arrivent plus à contrôler les rêves dévastateurs du jeune prince Aël. Après avoir tout fait pour l’empêcher de s’endormir, ils demandent l’aide du peuple Pixie pour tenter de l’hypnotiser, en vain. C’est sans compter sur les projets machiavéliques du seigneur Ankou.